# Vanilla heterolopha
Vanilla heterolopha är en orkidéart som beskrevs av Victor Samuel Summerhayes. Vanilla heterolopha ingår i släktet Vanilla och familjen orkidéer. Inga underarter finns listade i Catalogue of Life.